# Amt Hardisleben
Das Amt Hardisleben war eine territoriale Verwaltungseinheit der Ernestinischen Herzogtümer. Es wurde 1585/90 aus vier Orten gebildet und 1735 um den weimarischen Anteil der Vogtei Brembach erweitert. Das Amt gehörte von 1585 bis 1603 zum Herzogtum Sachsen-Weimar, von 1603 bis 1672 zum Herzogtum Sachsen-Altenburg, danach wieder zu Sachsen-Weimar und seit 1741 zum Herzogtum Sachsen-Weimar-Eisenach. Nach der Erhebung Sachsen-Weimar-Eisenachs zum Großherzogtum im Jahr 1815 wurde das Amt Hardisleben 1817 mit elf kursächsischen Orten zum Amt Buttstädt vereinigt.
Bis zu seinem Aufgehen im Amt Buttstädt im Jahr 1817 bildete das Amt den räumlichen Bezugspunkt für die Einforderung landesherrlicher Abgaben und Frondienste, für Polizei, Rechtsprechung und Heeresfolge.

## Geographische Lage
Das Amt Hardisleben lag im östlichen Teil des Thüringer Beckens zwischen Ettersberg im Südwesten und Finne im Nordosten. Die bedeutendsten Flüsse im Amtsgebiet waren die Lossa und die Scherkonde.
Das Amtsgebiet liegt heute zum größten Teil im Landkreis Sömmerda im Nordosten des Freistaats Thüringen an der Landesgrenze zu Sachsen-Anhalt. Buttelstedt, Rohrbach, Nermsdorf und Niederreißen im Süden des Amtsgebiets gehören heute zum Landkreis Weimarer Land.

## Angrenzende Verwaltungseinheiten
Die Angaben beziehen sich auf den Zeitraum von der Vereinigung des Amts Hardisleben mit der Vogtei Brembach im Jahr 1735 bis zum Wiener Kongress 1815.
- Norden und Osten: Amt Eckartsberga (Kurfürstentum Sachsen, ab 1806 Königreich Sachsen)
- Südosten: Amt Roßla (Herzogtum Sachsen-Weimar, 1603–72 Herzogtum Sachsen-Altenburg, ab 1672 Herzogtum Sachsen-Weimar, ab 1741 Herzogtum Sachsen-Weimar-Eisenach)
- Süden: Exklave Liebstedt/Leutenthal des Amts Eckartsberga (Kurfürstentum Sachsen, ab 1806 Königreich Sachsen)
- Südwesten: Amt Weimar (Herzogtum Sachsen-Weimar, ab 1741 Herzogtum Sachsen-Weimar-Eisenach)
- Westen: Amt Großrudestedt (Herzogtum Sachsen-Eisenach, ab 1741 Herzogtum Sachsen-Weimar-Eisenach)

Weiterhin grenzte im Westen die Exklave Kleinbrembach (Erfurter Anteil) an. Sie gehörte zum Amt Vippach des Erfurter Gebiets (zu Kurmainz, ab 1802 zum Königreich Preußen, ab 1807 zum französischen Fürstentum Erfurt).

## Geschichte
Der 1239 erstmals urkundlich erwähnte Ort Hardisleben ging nach dem Thüringer Grafenkrieg im Jahr 1346 von den Grafen von Orlamünde an die Landgrafen von Thüringen aus dem Haus Wettin. Bei der Leipziger Teilung wurde Hardisleben im Jahr 1485 dem ernestinischen Kurfürstentum Sachsen zugeteilt. Nach der Wittenberger Kapitulation 1547 kam der Ort zum ernestinischen Herzogtum Sachsen und bei der Erfurter Teilung 1572 zum Herzogtum Sachsen-Weimar.
Mitte des 16. Jahrhunderts war das Rittergut Hardisleben, zu dem außerdem der Ort Teutleben  gehörte, im Besitz eines Kurt von Mülich. 1555 kaufte dieser den zum albertinischen Amt Eckartsberga gehörigen Ort Eßleben dazu.
1585 gelangte das Rittergut Hardisleben mit den Orten Hardisleben, Teutleben und Eßleben durch Kauf an Herzog Friedrich Wilhelm von Sachsen-Weimar. Dieser fügte im Jahr 1590 noch Mannstedt hinzu. Zusammen bildeten diese vier Ortschaften seitdem das „Amt Hardisleben“, wobei Eßleben weiterhin unter der Landeshoheit des Kurfürstentums Sachsen stand und als solches auch unter die Verwaltung des Amts Eckartsberga fiel.
Durch den Tod des Herzogs Friedrich Wilhelm I. im Jahr 1602 wurde sein jüngerer Bruder Johann neuer Regent von Sachsen-Weimar. Da die Söhne des verstorbenen Friedrich Wilhelm I. von diesem ihren Erbteil verlangten, wurde für sie im Jahr 1603 das Herzogtum Sachsen-Altenburg abgetrennt. Das Amt Hardisleben stand in den folgenden Jahrzehnten bis zum Aussterben der älteren Linie Sachsen-Altenburg im Jahr 1672 unter dessen Verwaltung und war zeitweilig im Besitz von Rudolph Levin Marschall (bis 1650). Bei der nun erfolgten Teilung gehörte das Amt Hardisleben zu dem kleineren Teil von Sachsen-Altenburg, der an Sachsen-Weimar ging. 1679 fielen nach einem Brand das Schloss und Vorwerk sowie große Teile des Dorfes Hardisleben zum Opfer. Das herzogliche Schatullgut baute man nach 1700 unter Herzog Johann Ernst III. von Sachsen-Weimar zum Lustschloss für dessen Gattin aus.
Im Jahr 1735 erfuhr das Amt Hardisleben durch die Angliederung des 1662 bei Sachsen-Weimar verbliebenen Teils der „Vogtei Brembach zu Buttelstedt“ mit den Städten Buttelstedt  und Rastenberg, sowie den Orten Großbrembach, Nermsdorf, Niederreißen, Olbersleben und Rohrbach eine erhebliche territoriale Vergrößerung. Im 18. Jahrhundert wurden weiterhin die Stadt Buttstädt und der adlige Ort Guthmannshausen zum Amt gezählt. Mit der Vereinigung der Herzogtümer Sachsen-Weimar und Sachsen-Eisenach im Jahr 1741 gehörte das Amt Hardisleben seitdem zum Herzogtum Sachsen-Weimar-Eisenach.
Durch die Auswirkungen des Wiener Kongresses wurde das Herzogtum Sachsen-Weimar-Eisenach im Jahr 1815 zum Großherzogtum erhoben. Damit verbunden waren etliche Gebietszugewinne, u. a. Teile des Thüringer Kreises des Königreichs Sachsen. 1817 wurde das Amt Hardisleben mit zehn Orten des aufgelösten kursächsischen Amts Eckartsberga und einem als Exklave zum ehemaligen kursächsischen Amt Wendelstein gehörigen Ort zum Amt Buttstädt vereinigt.

## Zugehörige Orte
Orte, die seit Gründung 1585 zum Amt Hardisleben gehören
- Hardisleben
- Teutleben
- Eßleben (unter kursächs. Landeshoheit, auch zum Amt Eckartsberga gezählt)
- Mannstedt  (seit 1590)

Orte der Vogtei Brembach, die 1735 dem Amt angegliedert wurden
- Buttelstedt, Stadt
- Rastenberg, Stadt
- Großbrembach
- Nermsdorf
- Niederreißen
- Olbersleben
- Rohrbach

Weitere Städte
- Buttstädt

Adlige Orte
- Guthmannshausen

Einzelgüter
- Finneck (bei Rastenberg)

Wüstungen
Im Amt gab es folgende Wüstungen:
- bei Buttelstedt: Oberndorf
- bei Buttstädt: Emsen, Schafendorf, Wenigenbuttstädt
- bei Großbrembach: Hauthal, Ebsdorf, Felborn, Selgervorwerk, Vorwerk
- bei Guthmannshausen: Hohenlinden
- bei Nermsdorf: Hohendorf, Crellwitz, Stiebsdorf
- bei Olbersleben: Rockstedt
- bei Rastenberg: Rödchen